# Iothia lindbergi
Iothia lindbergi is een slakkensoort uit de familie van de Lepetidae. De wetenschappelijke naam van de soort is voor het eerst geldig gepubliceerd in 1985 door McLean.